# Up the Down Staircase
Up the Down Staircase es una película dramática estadounidense del año 1967 sobre una joven e idealista profesora interpretada por Sandy Dennis. Robert Mulligan dirigió la película y Tad Mosel escribió el guion de la adaptación de la novela del mismo nombre por Bel Kaufman.

## Argumento
Sylvia Barrett, recién salida de la escuela de postgrado, ha sido contratada para enseñar inglés a los adolescentes en este lugar, que provienen de diversas razas y etnias. Muchos son indisciplinados; algunos están saliendo en pandillas. Está confundida por el reglamento necesario, los reportes diarios y otros documentos. Sus estudiantes también parecen continuamente perjudiciales y juguetones. Una chica se ha enamorado de un maestro, y trata de saltar de una ventana; otra, aparece con un ojo negro. Un niño en libertad condicional del tribunal, con un alto C.I. pero con una mezcla de registro académico, prueba su paciencia, mientras que otro chico trabaja por las noches y se queda dormido en clase. No todo el mundo está de acuerdo con su actitud tranquila con la situación, pero tiene la intención de que los adolescentes se conviertan en buenos estudiantes y ayudarles a entrar en el verdadero aprendizaje. Finalmente llega a ponerlos en una animada discusión acerca de la literatura clásica, seguida de un animado simulacro de juicio, antes d la duda de si continuar o renunciar a su puesto.

## Reparto
- Sandy Dennis como Sylvia Barrett.
- Patrick Bedford como Paul Barringer.
- Eileen Heckart como Henrietta Pastorfield.
- Ruth White como Beatrice Schachter.
- Jean Stapleton como Sadie Finch.
- Sorrell Booke como el Dr. Bester
- Roy Poole como el Señor McHabe.
- Florence Stanley como Ella Friedenberg.
- Vinnette Carroll como La Madre.
- Janice Mars como la Señora Gordon.
- Jeff Howard como Joe Ferone.
- Loretta Leversee como Maestro de Estudios Sociales.
- Ellen O'Mara como Alicia Blake.

## Producción

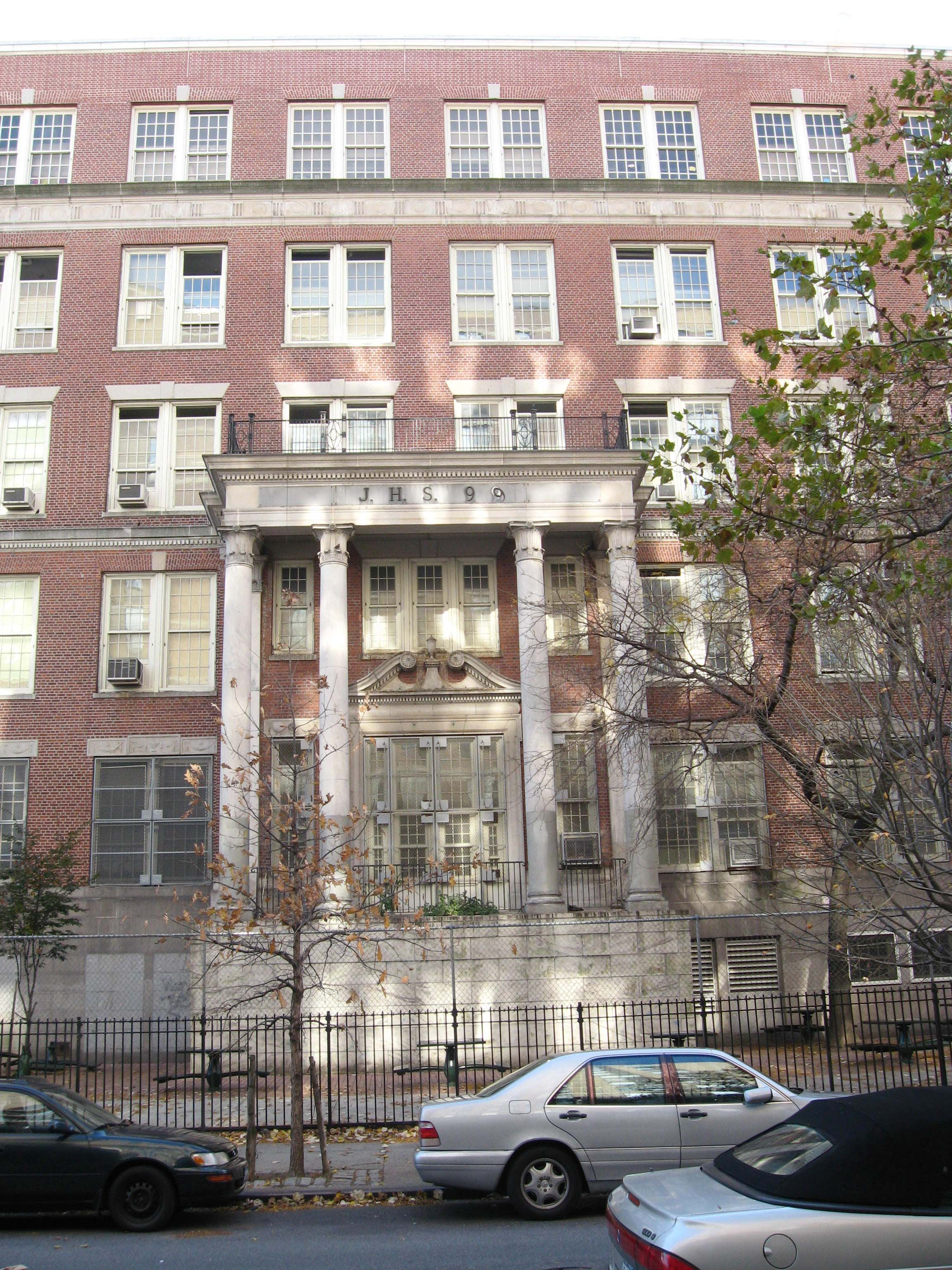
Junior High School 99 en el Este de Harlem, fue el sitio para las escenas exteriores del "Instituto Calvin Coolidge."

Sandy Dennis obtuvo el papel de Sylvia Barrett después de ganar un Premio de la Academia a la Mejor Actriz de reparto por su actuación en ¿Quién teme a Virginia Woolf? Esta fue su primera y única película con el productor Alan J. Pakula y el director Robert Mulligan. La película también contó con pequeñas apariciones de Bud Cort y Jean Stapleton. Cort después hizo otras películas: él es más conocido como el joven suicida que conoce a una vivaz superviviente del Holocausto en Harold y Maude. Jean Stapleton iba a interpretar el papel fundamental de Edith Bunker en el programa de televisión All in the Family.
La película fue inscrita en el 5º Festival de Cine de Moscú donde Sandy Dennis ganó el premio a la Mejor Actriz.
Las escenas al aire libre fueron rodadas en la Primera Avenida y en la Calle 100, en el Este de Harlem. Las escenas del instituto al aire libre fueron rodadas en JHS 99 también en 100th St (no el ex Benjamin Franklin HS). Algunas escenas de interior de la escuela y en el aula fueron filmadas en el antiguo Haaren HS en la 59th St y 10 Ave (hoy el campus CUNY John Jay), y en un estudio en Chelsea.

## Respuesta
A pesar de un éxito escaso y de ser olvidada en los años posteriores, la película fue apreciada por la crítica y a muchos les encantó el rendimiento de Sandy Dennis. Más tarde ese mismo año, la película sería eclipsada por otra película sobre la enseñanza, el megahit To Sir, With Love protagonizada por Sidney Poitier.